# Grande Sido
La Grande Sido est un des 3 départements composant la région du Moyen-Chari au Tchad. Son chef-lieu est Maro.

## Subdivisions
Le département de la Grande Sido est divisé en 4 sous-préfectures :
- Maro
- Danamadji
- Djéké Djéké
- Sido

## Administration
Préfets de la Grande Sido (depuis 2002)
- 9 octobre 2008 : Adoum Haroune Mahamat[1]
- ?? : Ernest Moudona
- 19 juillet 2014 : Baba Laddé[2]